# Lori Sandri
Lori Paulo Sandri (* 29. Januar 1949 in Encantado; † 3. Oktober 2014 in Curitiba) war ein brasilianischer Fußballspieler und -trainer.

## Karriere
Sandri spielte von 1969 bis 1976 beim brasilianischen Vereinen Rio Branco SC, CA Seleto, Athletico Paranaense, Londrina EC und EC Pinheiros (PR) unter Vertrag.
1977 wurde Sandri bei Uberaba SC als Trainer eingestellt. Er trainierte in den folgenden Jahrzehnten zahlreiche bekannte brasilianische Vereine wie beispielsweise Athletico Paranaense, SC Internacional, Coritiba FC und Paraná Clube. 1988 wechselte er nach Saudi-Arabien. Hier trainierte er bis 1994 für al-Shabab und al-Ettifaq. Mit al-Shabab wurde er 1991/92 und 1992/93 saudi-arabischer Meister. 1997 und 1998 übernahm er zusätzlich das Amt des Trainers der Nationalmannschaft der Vereinigten Arabischen Emirate. 

## Erfolge als Trainer
Atlético Paranaense
- Staatsmeisterschaft von Paraná: 1983

al-Shabab
- Saudi Professional League: 1991/92, 1992/93
- Golf Club Champions League: 1993

Juventude
- Staatsmeisterschaft von Rio Grande do Sul: 1998

al-Hilal
- Saudi Founder´s Cup: 1999

Internacional
- Staatsmeisterschaft von Rio Grande do Sul: 2004